# Black Dog (chef osage)
Pour les articles homonymes, voir Black Dog.
Black Dog (en osage : Manka-Chonka), né vers 1780 et mort le 24 mars 1848, est un chef de la bande Hunkah des Osages qui vivait dans la région autour de l'actuelle ville de Baxter Springs. À l'automne 1803, le groupe s'installe dans le village de Pasuga, aujourd'hui Claremore,.
Il emmène sa bande chasser jusqu'aux environs de Santa Fe, qui faisait alors partie du Mexique, gagnant peut-être le titre de Manka-Chonka lors de batailles contre les Comanches. On lui attribue la création d'une piste connue sous le nom de Black Dog Trail, à l'est de l'actuelle Baxter Springs, jusqu'aux grandes plaines salées de l'actuel comté d'Alfalfa.
Lors d'une visite à Fort Gibson en 1834, George Catlin réalise une peinture de Black Dog, nommée « Tchong-tas-sab-bee, Black Dog, Second Chief ».

## Premières années
Black Dog est né vers 1780 près du fleuve Mississippi et du site de la ville actuelle de Saint-Louis. Son nom de naissance est Zhin-gawa-ca (ou Shinka-Wah-Sa), signifiant Aigle Noir ou Enfant Sacré. Vers 1802, son peuple émigre et s'installe dans la partie nord-est de l'État actuel de l'Oklahoma. Après avoir combattu en tant que jeune guerrier contre les raids comanches dans cette région, Zhin-gawa-ca reçut un nouveau nom, Manka-Chonka, signifiant Chien Noir, Black Dog en anglais. Il était d'usage que les Osages reçoivent de nouveaux noms pour refléter ces passages majeurs de la vie.

## Chef Osage
Black Dog est un contemporain de deux autres chefs notables avec lesquels il partage le pouvoir : Clermont (Claremore)  et Pawhuska. Les hommes Osages sont généralement décrits comme très grands et physiquement bien bâtis. Black Dog est encore plus imposant que la moyenne, puisqu'il est décrit mesurant près de 2 mètres 10 et pesant au moins 130 kg. Il est par ailleurs aveugle de l'œil gauche.
Ses hommes achèvent une piste connue sous le nom de Black Dog Trail en 1803. Elle part de leur territoire d'hiver à l'est de Baxter Springs, au Kansas, et s'étend vers le sud-ouest jusqu'à leurs terrains de chasse d'été dans les grandes plaines salées, dans l'actuel comté d'Alfalfa,. Les Osages s'arrêtaient régulièrement aux sources pour se soigner avant de se rendre sur les terrains de chasse d'été. Ils ont tracé le sentier en le débarrassant des broussailles et des gros rochers et en aménageant des passages menant aux gués. Assez large pour que huit cavaliers puissent circuler de front, le sentier est la première route améliorée au Kansas et en Oklahoma.
Le groupe établit un village connu sous le nom de Pasuga, « Grand cèdre », sur un ancien monticule de terre érigé par une culture indigène antérieure, près de ce qui est devenu plus tard la ville de Claremore. La tradition Osage attribue à Black Dog l'établissement d'une grotte près de son village sur Claremore Mound. La grotte était suffisamment grande pour cacher les près de 500 membres de sa bande et ils y conservaient suffisamment de nourriture pour survivre pendant un an. La grotte a ensuite fourni une cachette aux résidents restants de Pasuga pour échapper au massacre lors de la bataille de Claremore Mound en 1817.
Black Dog a un fils, connu à l'âge adulte sous le nom de Black Dog (1827-1910). Les sources les différencient fréquemment en appelant le père Black Dog I et le fils Black Dog II. Ce fils devient lui-même un chef Osage en 1870,.